# Tribunal
Tribunal är beteckning på en domstol som skapats för ett speciellt ändamål.
Begreppet har sitt ursprung i romarrikets tribuner och förekom också som till exempel revolutionstribunalen under Franska revolutionen och dess skräckvälde.
Inom Europeiska unionens domstol finns sedan 1988 en nutida tribunal – tidigare kallad förstainstansrätten – avsedd att självständigt avgöra vissa mål.
Tribunal är också beteckningen på de särskilda domstolar bildade för att döma krigsförbrytare i ett visst land eller en viss region under en viss tid, ibland att slita större tvister där flera stater är inblandade.  
Fem tillfälliga krigsförbrytartribunaler har upprättats, nämligen för Jugoslavien, för Rwanda, Sierra Leone, Kambodja och Libanon. En tribunal, Internationella brottmålsdomstolen, är permanent. Dessa fem är internationella domstolar upprättade genom eller i samråd med Förenta nationerna.

## Etymologi
Tribunal (lat. tribunal, egentligen en tribuns ämbetsplats) var hos romarna namn på den fyrkantiga eller halvrunda, upphöjda plattform, på vilken den presiderande ämbetsmannen eller domaren hade sin plats vid offentliga framträdanden. Tribunal betecknade också den upphöjda plats, varifrån fältherren (imperator) i lägret talade till hären. På teatern bar pretorns upphöjda plats detta namn.

## FN:s internationella domstol för havsrätt
International Tribunal for the Law of the Sea (ITLOS) är en tribunal som bildats för att slita tvister mellan stater som ratificerat Havsrättskonventionen. 

## Internationella brottmålsdomstolen
Internationella brottmålsdomstolen (International Criminal Court), ICC, etablerades 2002, som en permanent tribunal för att åtala personer för folkmord, brott mot mänskligheten och krigsförbrytelser enligt Romstadgan för den internationella brottmålsdomstolen.
Tribunalen har sitt säte i Haag, Nederländerna, men regelverket för ICC tillåter att den kan hålla sammanträden var som helst.

## Jugoslavien
Internationella krigsförbrytartribunalen för det forna Jugoslavien, även kallad Internationella Jugoslavientribunalen, upprättades 1993 av FN:s säkerhetsråd med stöd av FN-stadgans kapitel sju. Den dömer enskilda personer som påstås ha begått krigsförbrytelser i det forna Jugoslavien efter 1991. Tribunalen har sitt säte i Haag, Nederländerna.
Vid utgången av 2007 hade åtal väckts mot 161 personer och 106 domar har avkunnats. Tribunalen beräknas ha avslutat sitt arbete 2010.

## Rwanda
Internationella Rwandatribunalen inrättades 1994 genom resolution 955  av FN:s säkerhetsråd för att åtala och döma personer med stöd av FN-stadgans kapitel sju. Den har jurisdiktion över tre typer av brott, folkmord, brott mot mänskligheten och överträdelser av den gemensamma artikeln 3 i 1949 års Genèvekonventioner. Tribunalen har sitt säte i Arusha, Tanzania.  Hittills har domstolen dömt 30 personer för folkmord i Rwanda 1994 och fem har frikänts.

## Sierra Leone
Specialdomstolen för Sierra Leone upprättades i januari 2002 i samarbete mellan FN och Sierra Leones regering. Dess uppdrag är att pröva om brott begåtts av dem som hade störst ansvar för krigsförbrytelser och brott mot mänskligheten under det blodiga inbördeskriget i Sierra Leone efter den 30 november 1996. Åtal har hittills väckts mot elva personer, bland dem Liberias förre president Charles Taylor. Samtliga åtalade utom en sitter häktade i huvudstaden Freetown i väntan på att rättegångarna mot dem ska avslutas.

## Kambodja
Internationella domstolen i Kambodja är en FN-stödd nationell domstol med både nationella och internationella domare och åklagare. Åtal kommer att kunna väckas mot de av Röda khmererna som främst var ansvariga för grova brott mot kambodjansk lag och internationell rätt i dåvarande Kampuchea mellan 1975 och 1979. Fem personer har häktats av tribunalen under den förberedande rättegång som pågår. De påstås ha beordrat och legat bakom Röda khmerernas mord på 1,7 miljoner människor under tiden april 1975 till januari 1979.

## Libanon
Tribunalen för Libanon skapades 2007 genom beslut av FN:s säkerhetsråd i resolution 1757. Den är en blandad libanesisk-internationell domstol för att väcka åtal mot misstänkta för mordet i februari 2005 på Libanons förre premiärminister Rafik Hariri och 22 andra personer.
Tribunalen, som har sitt säte i Leidschendam, en stad nära Haag, Nederländerna. Tribunalens officiella språk är arabiska, engelska och franska. 

## Irak
Tribunalen i Irak, Supreme Iraqi Criminal Tribunal, SICT, är en nationell tribunal som upprättats inom Irak under regler (statuter), som fastställts av Iraks tillfälliga parlament, skapat efter val i januari 2005. Den har utsatts för stark kritik bland annat för dödsdomen mot Saddam Hussein. 